# Dynabook

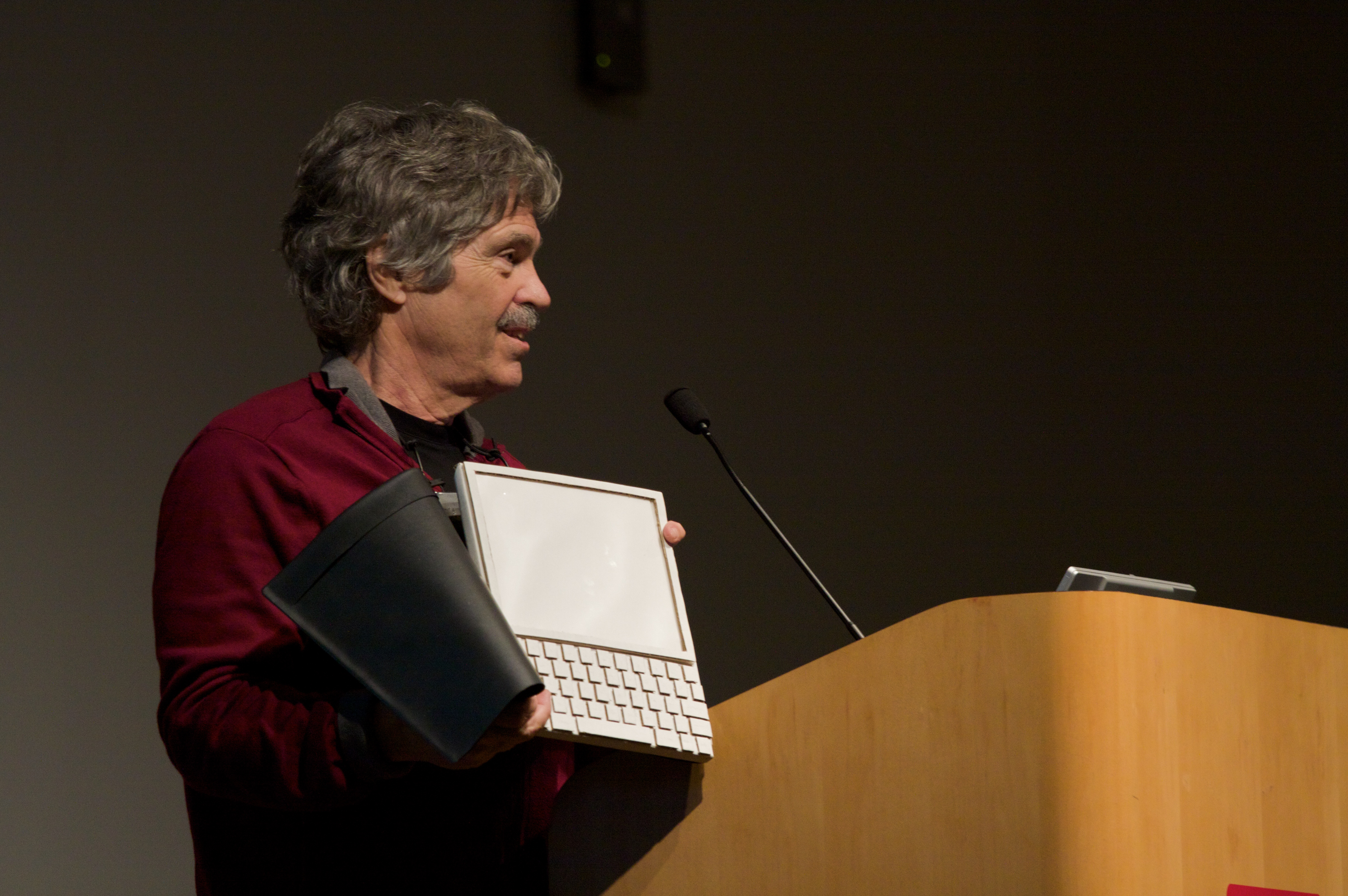
Alan Kay mit einem Prototyp des Dynabook

Das Dynabook war ein konzeptionelles Computer-System, das in den frühen 70er Jahren von Alan Kay am Xerox PARC entwickelt wurde. Es sollte die Zusammenführung von intuitiver Benutzbarkeit und Programmierung mit einer hochwertigen grafischen Ausgabe und einer leistungsfähigen, aber preiswerten Hardware sein.
Nachdem zum 1. Oktober 2018 Toshiba 80,1 % seiner PC- und Notebook-Sparte an das Foxconn-Tochterunternehmen Sharp verkaufte, wurde Dynabook Anfang 2019 als neue Marke ins Leben gerufen und das Unternehmen Toshiba Client Solutions in Dynabook Inc. umfirmiert.

## Dynabook-Konzept
Geplant war von Alan Kay, dass die Eingabe mit Hilfe einer integrierten Tastatur erfolgt. Allerdings sollten sich die Eingabemöglichkeiten nicht nur darauf beschränken, da auch angedacht war, auch sensomotorische Fähigkeiten des Benutzers zu berücksichtigen, wie es bei vielen modernen Geräten heute bereits Realität ist. Der Bildschirm sollte direkt im Gerät integriert sein. Auch war eine grafische Benutzeroberfläche geplant. Mit einer Größe von 12" × 9" × 0,75" (was in etwa 30 × 23 × 2 cm entspricht) sollte das Gerät nicht größer sein als ein Notizbuch, um es immer dabei haben zu können. Laut Alan Kay war geplant, den Verkaufspreis möglichst niedrig anzusetzen (maximal $ 500), um einer großen Anzahl von Menschen den Zugang zu ermöglichen.
Kay lernte 1968 Seymour Papert kennen, der am MIT die Möglichkeiten des Computers bei der Erziehung von Kindern untersucht und dazu die Programmiersprache Logo entwickelt hatte, mit der die Kinder einer Grundschule das Programmieren erlernten. Über Papert lernte Kay die Lerntheorien von Jerome Bruner und Jean Piaget kennen. Sie waren Pioniere einer Entwicklungs- und Erziehungstheorie, die sich auf die kognitive Psychologie stützte.
Nach Kay sollte ein Computer bedingungslos an die Fähigkeiten und Bedürfnisse des Menschen angepasst werden und er folgerte, dass ein Dynabook daher nicht nur auf der symbolischen Ebene zu bedienen sein durfte, sondern auch die sensomotorischen und ikonischen Fähigkeiten des Bedieners unterstützen musste (Zitat Alan Kay: “Doing with Images makes Symbols”).
Bei Xerox PARC begann Kay mit dem Entwurf eines Prototyps für das Dynabook mit dem Namen miniCOM. Er wurde ab 1972 zum Ausgangspunkt für die Konstruktion eines kleinen interaktiven Computers. Die Ideen hinter dem Dynabook-Konzept führten zur Entwicklung des Xerox-Alto-Computers, eines Prototyps, der schon im Jahr 1972 alle Elemente der grafische Benutzeroberfläche (GUI) aufwies. Dabei wurde auch die richtungsweisende Programmiersprache Smalltalk entwickelt.
Das Dynabook-Konzept prägte das heutige Verständnis eines tragbaren Computers.